# Nouans-les-Fontaines
Nouans-les-Fontaines ist eine französische Kleinstadt mit 669 Einwohnern (Stand 1. Januar 2022) im Département Indre-et-Loire in der Region Centre-Val de Loire. Sie gehört zum Arrondissement Loches und zum Gemeindeverband Loches Sud Touraine.

## Geografie
Nouans-les-Fontaines ist die östlichste Gemeinde des Départements Indre-et-Loire. Sie liegt an der Grenze zum Département Indre und an der Tourmente, 22 Kilometer östlich von Loches. Die Stadt Tours ist 65 Kilometer entfernt.

## Geschichte
Erstmals erwähnt wurde Nouans im 12. Jahrhundert unter dem Namen Sanctus Martinus de Noviento als Lehen der Abtei Villeloin.

### Bevölkerungsentwicklung
| Jahr                       | 1962 | 1968 | 1975 | 1982 | 1990 | 1999 | 2011 | 2021 |
| Einwohner                  | 1158 | 1015 | 872  | 879  | 828  | 789  | 793  | 692  |
| Quellen: Cassini und INSEE |      |      |      |      |      |      |      |      |

## Kultur und Sehenswürdigkeiten
Die Kirche Saint-Martin aus dem 13. Jahrhundert ist ein als Inscrit Monument Historique eingetragenes Baudenkmal.
In der Stiftskirche hängt die berühmte Pietá von Nouans von Jean Fouquet.

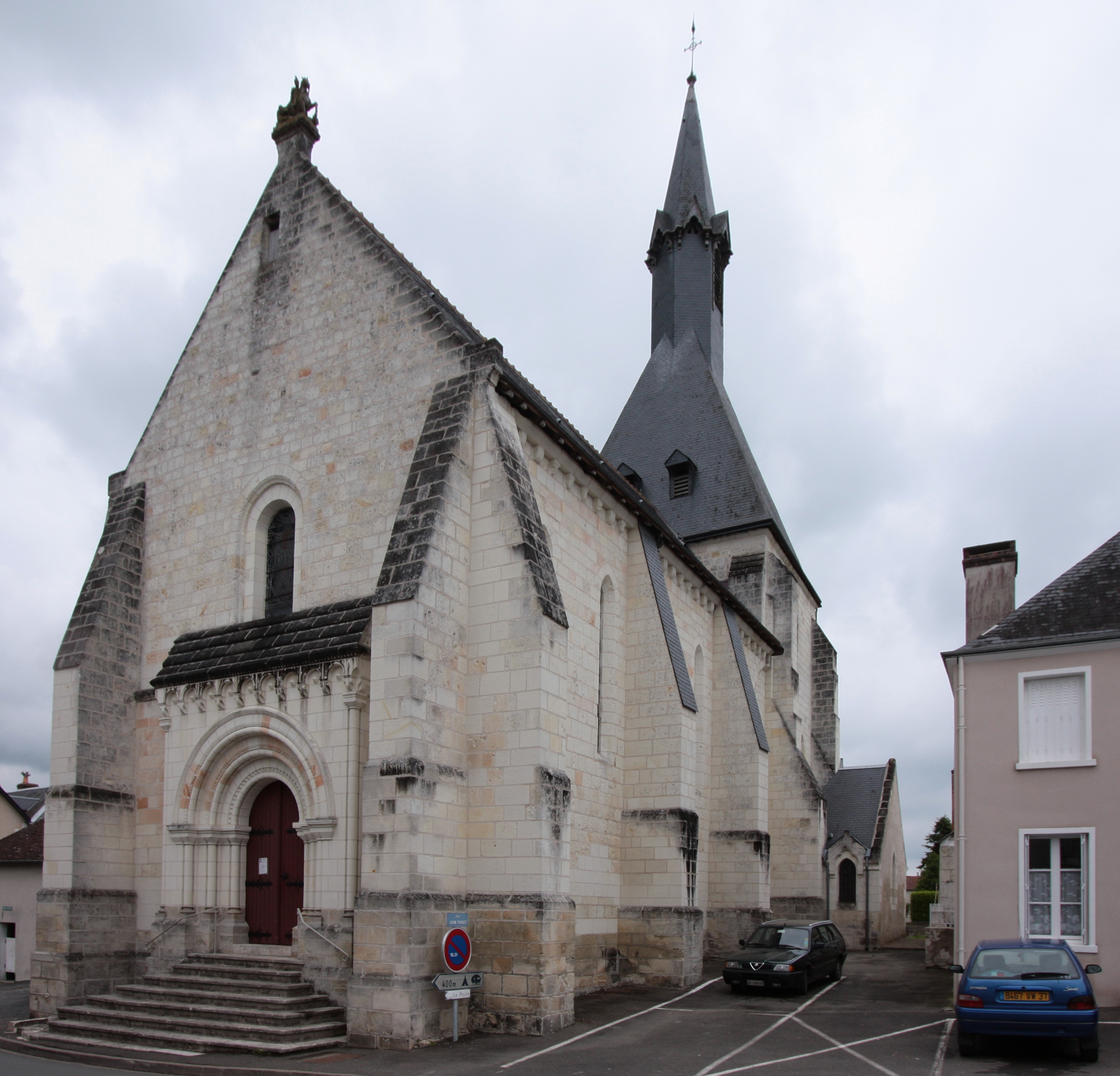
Stiftskirche Saint-Martin
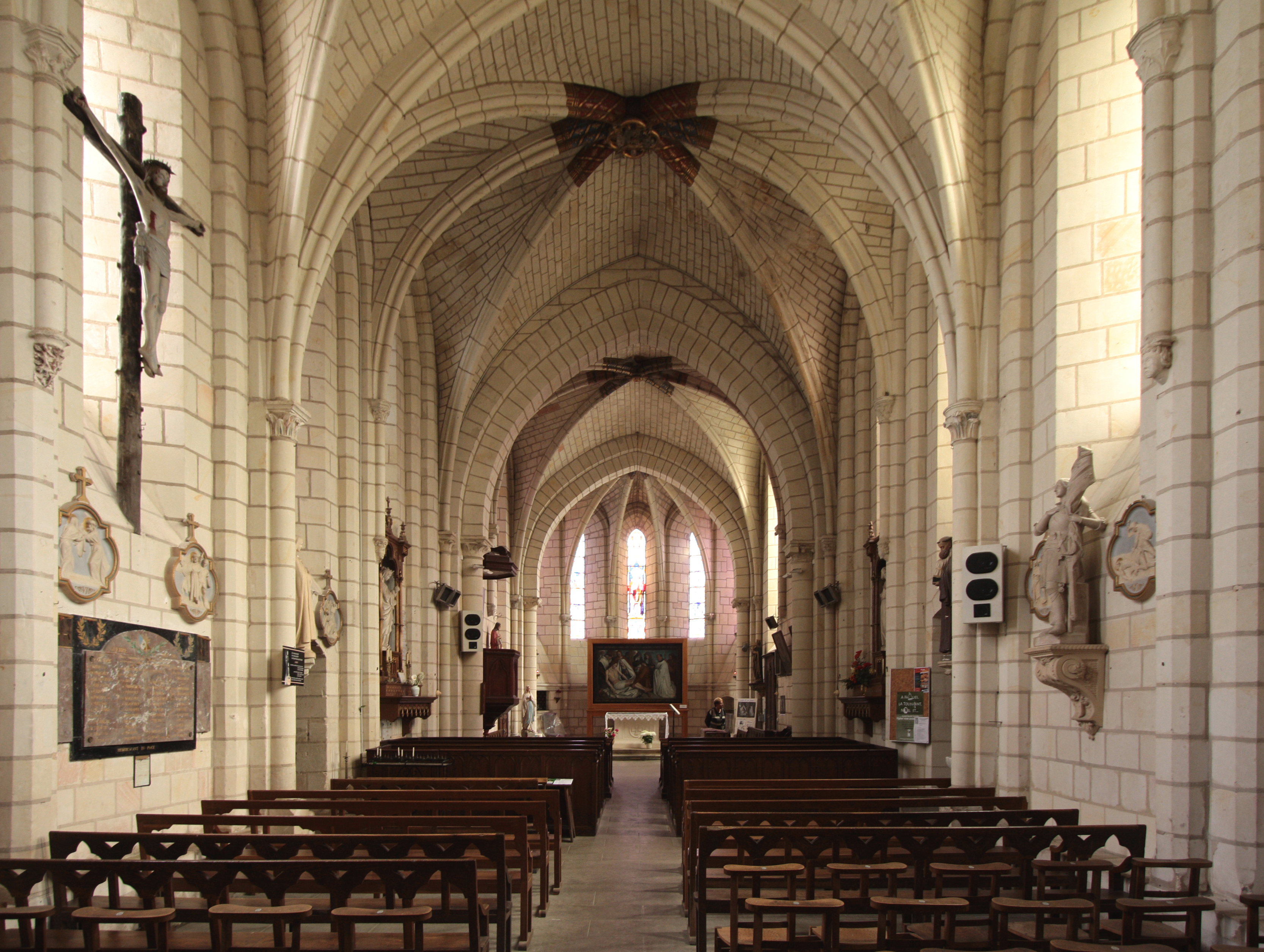
Stiftskirche Saint-Martin
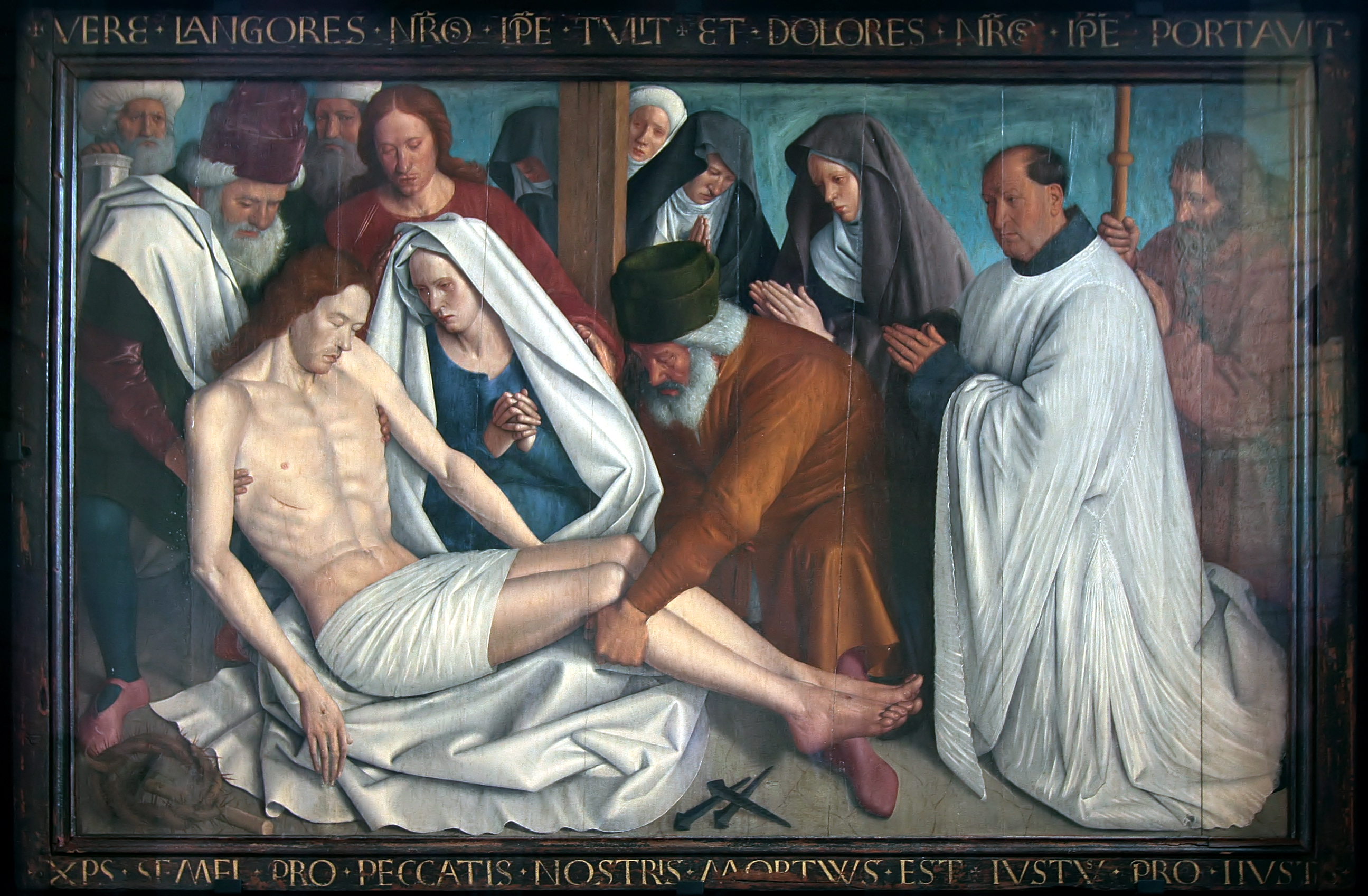
Pietá von Jean Fouquet